# Rákos-árok
A Rákos-árok, Nagy-árok vagy Fossa-Magna a Duna keleti mellékága volt a mai Budapest térségében.

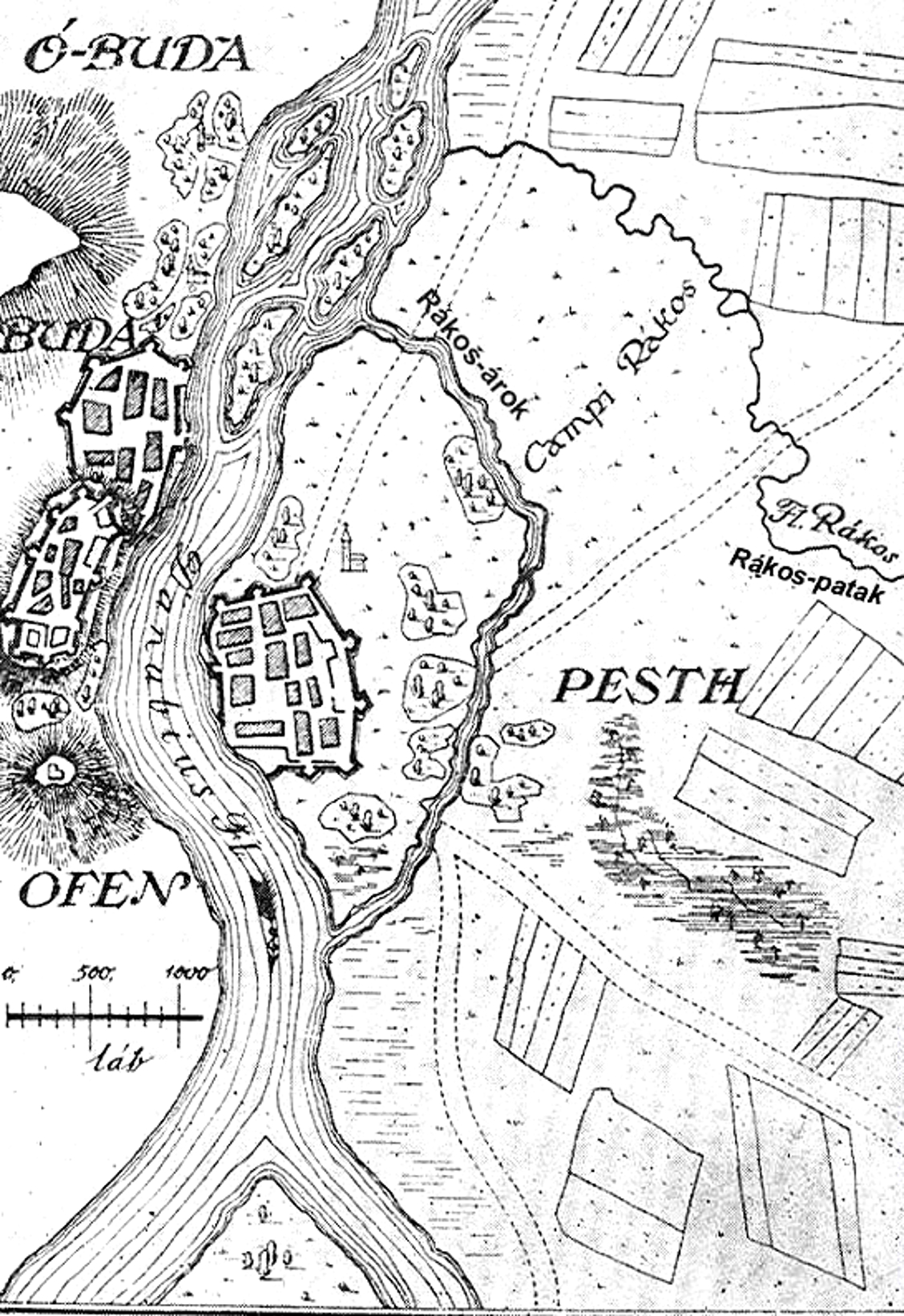
Mikoviny Sámuel 1737-es térképén még jól látszanak az egykori Duna-medrek.

## Fekvése
A korabeli térképek alapján, valahol a mai Szent István park magasságában ágazott le a Duna fő ágáról, majd a mai Ferdinánd-híd vonalában keresztezte a váci országutat és folyt tovább a mai Hunyadi tér irányába. Innen az Almássy tér irányába vezetett a mai Csengery utca vonalán. Az Almássy térnél nyugatnak fordult a Dohány utca vonalában, egészen az Akácfa utcáig, ahol ismét délnek fordulva, a Blaha Lujza térnél keresztezte az egykori kerepesi országutat. Ezután nagyjából a Corvin áruház alatt folyt tovább közel párhuzamosan a mai Nagykörúttal, kettévágva a Gutenberg teret és tovább, elhaladva az Iparművészeti Múzeum mellett, a Tompa utcáig, végül pedig a Ferenc körút vonalát követve jutott el a boráros téri torkolatig.

## Története
A Pesti-síkságot a Dunakanyarból kiérkező lassuló sebességű Duna hordaléka építi föl. A földtörténeti múltban a Duna ingadozó vízhozama miatt voltak bevágódó és feltöltődő szakaszok. Ezeknek révén alakultak ki az ún. terasz szintek. A pleisztocén korban a folyó kiérkezve az alluviumra, egyenesen Szegednek tartott, homokos üledékei építik föl napjainkban a Duna-Tisza közét. Csak fokozatos vándorlással került a Duna a mai medrébe, melyet napjainkban ugyancsak jellemez a nyugat felé vándorlás. 
Pest visszafoglalásakor még létezett a Fossa Magna, a Nagy-árok, vagy Rákos-árok, mely az újkorban már erősen feltöltődött állapotban volt, csak a legnagyobb árvizek öblítették át medrét. 
A mellékág az árpád-korban még biztos hajózható volt, mert II. Géza 1148-ban megerősíti, hogy Szent László királytól a budai egyház fráterei adományul nyerték a Gellért-hegy alatti pesti- és a mai Blaha Lujza téren egykor volt kerepesi rév adószedési jogát.
1740-ig Pest város esővíz levezetőjeként és szennyvízcsatornájaként funkcionált, a lakosság ugyancsak ebbe az árokba hordta a szemetet, komoly fertőzésveszélyt hordozva magában.
Mivel Pest szűknek bizonyult, a lakosság a várfalakon kívül is letelepedett, fokozatosan építve be a mezőgazdasági területeket. A majorságok helyét átvették a lakóépületek, ezért szükségessé vált 1740-re a bűzlő, mocsaras Rákos-árok szabályozása, ugyanis a kis esésű meder a megnövekedett igényeket már nem tudta kielégíteni.
A Rákos-árok sorsát az 1838-as jeges árvíz pecsételte meg, amikor is Pest városát, a magasabban fekvő területek kivételével elöntötte a jeges ár. Ilyen magasabb terület volt Pesten a Bazilika környéke, ettől kelet felé azonban lejtett a térszín, és a mai Nagykörút nyomvonalán már 2 méteres mélységet is elért a Duna vízszintje. A maximum 2,6 métert a Ferencvárosban mérték. Az ok az egykori Duna-meder, a Rákos-árok volt, melyet ekkor töltött ki a folyó utoljára. 
A pusztítás után ezt a mellékágat feltöltötték, Pestre nem hajthatott be üres szekér, földet kellett szállítaniuk a környező területekről, hogy Pest egy magasabb térszínen épülhessen újjá.
A Rákos-árok, mint földrajzi név 1874-ben tűnt el, amikor a Rákosárok utcát Csengery utcává nevezték át.
Egyszer még felmerült az egykori mellékág "revitalizálása" Reitter Ferenc ötlete alapján, miszerint a Nagykörút helyén egy csatornát kellene építeni, két oldalán rakodó partokkal, és a csatornán átívelő hidakkal. Az ötletet pénz hiányában elvetették így a Nagykörút a mai formájában épült fel.

## Külső hivatkozások
- Szávoszt-Vass Dániel - A Rákos-árok nyomában (Dunai Szigetek blog, 2014.01.28.)